# Free as a Bird (album)
Free as a Bird – dziewiąty album studyjny brytyjskiej grupy rockowej Supertramp, który wydany został w 1987 roku. Oryginalna wersja winylowa była dostępna w czterech wariantach koloru: niebieskim, zielonym, żółtym i różowym.
Album był powrotem do prostego w odbiorze, popowego brzmienia. Lider zespołu Rick Davies powiedział później, że: „Free As a Bird miał być eksperymentem który miał unowocześnić brzmienie zespołu poprzez użycie większej liczby syntezatorów i automatów perkusyjnych, oraz przyciągnąć większą liczbę słuchaczy przez co muzyka straciła swojego «ducha»”.
Jest to pierwszy album, na którym zagrał gitarzysta i klawiszowiec Mark Hart, który potem stał się członkiem grupy.
Po trasie koncertowej promującej album grupa rozpadła się. Reaktywowała się dopiero w 1997 roku, już bez basisty Dougiego Thomsona.

## Spis utworów
Wszystkie utwory (z wyjątkiem „Where I Stand”) zostały napisane i skomponowane przez Ricka Daviesa
1. „It's Alright” – 5:01
2. „Not the Moment” – 4:37
3. „It Doesn't Matter” – 4:53
4. „Where I Stand" (Davies, Hart) – 3:42
  - Śpiew: Rick Davies and Mark Hart
5. „Free as a Bird” – 4:25
6. „I'm Beggin' You” – 5:30
7. „You Never Can Tell With Friends” – 4:19
8. „Thing for You” – 4:00
9. „An Awful Thing to Waste” – 7:50

## Skład zespołu
- Rick Davies – instrumenty klawiszowe, wokal prowadzący
- John Helliwell – instrumenty dęte
- Bob Siebenberg – perkusja
- Dougie Thomson – gitara basowa

Muzycy towarzyszący
- Mark Hart – gitara, instrumenty klawiszowe, wokal prowadzący, wokal wspierający
- Linda Foot – wokal wspierający
- Nick Lane – trąbka
- Lise Miller – wokal wspierający
- Scott Page – trąbka
- Lon Price – trąbka
- Steve Reid – instrumenty perkusyjne
- Evan Rogers – wokal wspierający
- Lee Thornburg – trąbki
- Marty Walsh – gitara, wokal wspierający
- Karyn White – wokal wspierający
- David Woodford – trąbka

## Pozycje na listach

### Albumy
| Lista               | Pozycja |
| ------------------- | ------- |
| Billboard 200 (USA) | 101     |

### Single
| Rok  | Singiel           | Pozycja |
| ---- | ----------------- | ------- |
| 1987 | „I'm Beggin' You” | 1       |
| 1988 | „I'm Beggin' You” | 48      |
| 1988 | „I'm Beggin' You” | 42      |